# Arvid Knutsen
Arvid Knutsen (3 marzo 1944 – 4 gennaio 2009) è stato un calciatore norvegese, di ruolo attaccante.

## Biografia
In giovane età, studiò l'inglese negli Stati Uniti. Nel 1974 sposò Grete, con cui ebbe due figli: Ingrid e Kristine.
Morì a causa di un tumore cerebrale.

## Carriera

### Giocatore

#### Club

##### Viking
Knutsen si trasferì al Viking nel 1963, proveniente dallo Stavanger. Rimase in squadra fino al 1975, totalizzando 207 presenze in campionato e mettendo a referto 49 reti. In questo lasso di tempo, contribuì alla vittoria di quattro campionati (1972, 1973, 1974 e 1975).

### Allenatore
Nel 1976, fu allenatore del Viking.

## Palmarès

### Giocatore

#### Club

##### Competizioni nazionali
- Campionato norvegese: 4

Viking: 1972, 1973, 1974, 1975